# ヒシャーム2世
ヒシャーム2世（965年6月11日 - 1013年5月18日）は、後ウマイヤ朝の第3代カリフ（在位：976年 - 1009年、1010年 - 1013年）。
父は第2代カリフのハカム2世。生母はバスク人のスブフ。

## 略歴
976年に父ハカム2世が死去したためカリフ位を継いだがわずか11歳のため、ハカム2世の大カーディであったイブン・アビー・アーミル（後の981年にアル・マンスール・ビッ・ラーヒ（「勝利者」）の称号を名乗った。）が後見人となり、978年にはハージブ（侍従）の地位に就いた。スブフから寵愛されたアル・マンスール・ビッ・ラーヒは、最初はヒシャームの補佐として政治を執った。しかし981年になると行政府をコルドバの東に造営したアルマディーナ・アッザーヒラ（「光輝の都市」）に遷し、アル・マンスール自らの名で統治した。このため、後ウマイヤ朝のカリフは宗教的な役割を有するだけの存在になる。アル・マンスールはバルセロナに軍を進めてレオン王国を服属させ、997年にはサンティアゴ・デ・コンポステーラの大聖堂を襲撃して略奪と破壊を行った。
アル・マンスールが1002年に死亡すると、アル・マンスールの息子のアブド・アルマリクがハージブの地位に就いた。アルマリクも父と同じく実質的な最高権力者として王朝を統治したが、1008年にアルマリクが死去すると実力者を欠いた後ウマイヤ朝では内紛が勃発し、6人ものウマイヤ一族がカリフに即位する大混乱状態となって急速に衰退した。
ヒシャーム2世は、1013年に49歳で死去した。